# شهرستان تیوگا (پنسیلوانیا)
شهرستان تیوگا، پنسیلوانیا (به انگلیسی: Tioga County, Pennsylvania) شهرستانی در ایالات متحده آمریکا است که در پنسیلوانیا واقع شده‌است.

## خصوصیات
شهرستان تیوگا ۲٬۹۴۴٫۸۳ کیلومترمربع مساحت دارد.